# Bananal
Bananal est une municipalité brésilienne de l'État de São Paulo et la Microrégion de Bananal.

## Démographie
| Évolution de la population (municipalité) | Évolution de la population (municipalité) | Évolution de la population (municipalité) | Évolution de la population (municipalité) |
| Année                                     | Population                                |                                           | %±                                        |
| ----------------------------------------- | ----------------------------------------- | ----------------------------------------- | ----------------------------------------- |
| 1920                                      | 11 507                                    |                                           |                                           |
| 1940                                      | 11 566                                    |                                           | 0,5%                                      |
| 1950                                      | 15 018                                    |                                           | 29,8%                                     |
| 1960                                      | 12 810                                    |                                           | −14,7%                                    |
| 1970                                      | 12 889                                    |                                           | 0,6%                                      |
| 1980                                      | 10 969                                    |                                           | −14,9%                                    |
| 1991                                      | 11 368                                    |                                           | 3,6%                                      |
| 2000                                      | 9 713                                     |                                           | −14,6%                                    |
| 2010                                      | 10 223                                    |                                           | 5,3%                                      |
| 2022                                      | 9 969                                     |                                           | −2,5%                                     |
| ,                                         |                                           |                                           |                                           |